# Shangri-La (musical)
Shangri-La este un musical cu libretul și versurile scrise de James Hilton, Jerome Lawrence și Robert E. Lee și cu muzica compusă de Harry Warren.
Pornind de la romanul clasic Orizont pierdut (1933) al lui Hilton, musicalul prezintă povestea lui Hugh Conway, un membru veteran al serviciului diplomatic britanic, care ajunge într-o lamaserie tibetană utopică din Munții Himalaya, după ce a supraviețuit prăbușirii avionului pe un teren muntos. Atunci când Marele Lama, aflat pe moarte, îi cere să preia conducerea lamaseriei după moartea lui, Conway trebuie să decidă între adoptarea păcii interioare, a iubirii și a unui scop înalt al vieții, pe care îl descoperise  în această lume misterioasă, și întoarcerea în societatea civilizată așa cum o cunoștea el.
Spectacolul de pe Broadway, regizat de Albert Marre și coregrafiat de Donald Saddler, a avut premiera pe 13 iunie 1956 la Winter Garden Theatre și a fost anulat după numai 21 de reprezentații. Distribuția spectacolului a fost formată din: Dennis King, Shirley Yamaguchi, Jack Cassidy, Alice Ghostley, Carol Lawrence, Berry Kroeger, Harold Lang și Robert Cohan.
Irene Sharaff a fost nominalizată la Premiul Tony pentru cele mai bune costume.
O casetă audio a spectacolului a fost înregistrată live în timpul unui spectacol, dar un album cu reprezentația originală nu a fost niciodată lansat. Spectacolul a fost montat în 1960 pentru televiziune ca parte a programului Hallmark Hall of Fame, cu mai multe piese noi și cu o distribuție formată din Richard Basehart, Claude Rains, Gene Nelson, Helen Gallagher și Ghostley, care și-a reluat rolul de pe Broadway.

## Melodii
| Actul I - Om Mani Padme Hum - Lost Horizon - The Man I Never Met - Every Time You Danced with Me - The World Outside - I'm Just a Little Bit Confused - The Beetle Race - Somewhere | Actul II - What Every Old Girl Should Know - Second Time in Love - Talkin' with Your Feet - Walk Sweet - Love Is What I Never Knew - We've Decided to Stay - Shangri-La |

## Legături externe
- Shangri-La la Internet Broadway Database
- Recenzie Arhivat în 14 decembrie 2008, la Wayback Machine. în revista Time